# أندريا ديليباشيتش
أندريا ديليباشيتش (بالإنجليزية: Andrija Delibašić) (مواليد 24 أبريل 1981 في نيكشيتش) لاعب كرة قدم مونتينيغري دولي يجيد اللعب في خط الهجوم. لعب لصالح نادي هيركوليز الإسباني وغيره.